# Fiore di cactus (commedia)
Fiore di cactus (Fleur de cactus) è una commedia scritta da Pierre Barillet e Jean-Pierre Grédy, andata in scena per la prima volta il 23 settembre del 1964 al Théâtre des Bouffes-Parisiens. È una commedia, in stile boulevardier, «...scacciapensieri che non prospetta problemi o problematiche: una storia comune, di tutti i giorni».

## Trama
Julien, dentista scapolo e donnaiolo, per evitare che le sue amanti gli chiedano di sposarle si finge già sposato. La sua ultima fiamma, la giovanissima Antonia, per disperazione tenta il suicidio e viene salvata dal vicino Igor, suo coetaneo e segretamente innamorato di lei. Il rimorso spinge Julien a chiederle di sposarlo, e per liberarsi della moglie immaginaria annuncia ad Antonia che divorzierà da lei. Ma la sensibile Antonia vuole conoscere la moglie di Julien per sincerarsi che ella acconsenta volentieri al divorzio. Pertanto Julien chiede alla segretaria Stephanie, sua coetanea e segretamente innamorata di lui, di interpretare il ruolo della moglie e rassicurare Antonia sulla propria disponibilità al divorzio. Stephanie acconsente, ma presto il coinvolgimento in questa vicenda la stressa al punto che ella decide di dire ad Antonia la verità. Adirata per l'inganno, Antonia lascia Julien e si accorge finalmente di Igor. Julien, a sua volta, finalmente si accorge di Stephanie, e l'amore sboccia improvviso, proprio come un fiore di cactus, unendo le due coppie di coetanei nel tradizionale lieto fine.

## Rappresentazioni
La prima di Fleur de cactus è stata il 23 settembre 1964 al Théâtre des Bouffes-Parisiens di Parigi per la regia di Jacques Charon, scene di François Ganeau, costumi di Christian Dior. Interpreti: Sophie Desmarets (Stéphane), Jean Poiret (Julien), Élisabeth Wiener (Antonia), Jean Carmet (Norbert), Alain Franco (Igor), Florence Campell (Madame Durand-Benechol), Lefevre-Bel (Monsieur Cochet), Mireille Galot (Le printemps de Botticelli).
La versione in inglese, basata sull'originale francese di Barilet e Grédy, è stata Cactus Flower scritta da Abe Burrows, ha debuttato l'8 dicembre 1965 al Royale Theatre di New York, diretta dallo stesso Burrows e interpretata da Lauren Bacall (Stephanie), Barry Nelson (Julian), Burt Brinckerhoff, Brenda Vaccaro, Marjorie Battles, Michael Fairman, Arny Freeman, Will Gregory, Eileen Letchworth, Robert Moore. Dopo 1234 repliche Cactus Flower chiudeva il 23 novembre 1968 al Longacre Theatre.

## Rappresentazioni italiane
La prima rappresentazione italiana di Fiore di cactus è stata il 12 novembre 1968 al Teatro Odeon di Milano, con anteprima a Viterbo il 10 novembre, nella traduzione di Gherardo Gherardi, regia di Carlo Di Stefano, scene di Giulio Coltellacci, musiche di Mario Nascimbene, interpreti: Alberto Lupo (Giuliano), Valeria Valeri (Stefania), Antonio Fattorini, Vanna Busoni, Adriana Facchetti, Adolfo Fenoglio, Gino Rocchetti, Anna Maria Rosati. Alla data del 22 settembre 1969 Fiore di cactus aveva raggiunto le 181 repliche.
La commedia è stata ripresa nella stagione 1981/1982, ancora per la regia di Carlo Di Stefano, con Valeria Valeri, Paolo Ferrari, Enzo Garinei, Carla Romanelli, Fausto Lombardi, Aurora Trampus, Piero Gerlini, Luisa Bracco.
Nel 1988 una nuova versione, ambientata a Milano, per la regia di Giorgio Albertazzi e interpreti Andrea Giordana, Ivana Monti, Mariangela D'Abbraccio. 
Successivamente un nuovo ciclo di rappresentazioni è stata nel 2008, per la regia di Guglielmo Ferro, con Remo Girone, Eleonora Giorgi, Fabrizio Barbone, Andrea Garinei, Giorgia Trasselli, Donatella Pompadour, Guglielmo Guidi, Federica Montanelli. La tournée è poi proseguita nella stagione 2009-2010.

## Trasposizioni cinematografiche
- Fiore di cactus (Cactus Flower), (1969), diretto da Gene Saks, sceneggiatura di I. A. L. Diamond (basata sulla commedia di Abe Burrows). Interpreti principali: Walter Matthau, Ingrid Bergman, Goldie Hawn.
- Mia moglie per finta (Just go with it), (2011), diretto da Dennis Dugan, sceneggiatura di Allan Loeb e Timothy Dowling. Interpreti principali: Adam Sandler, Jennifer Aniston, Brooklyn Decker.